# Manfred Binz
Manfred Binz (Francoforte sul Meno, 22 settembre 1965) è un allenatore di calcio ed ex calciatore tedesco, di ruolo libero.

## Carriera

### Club
Fu dalla stagione 1986/87 il leader indiscusso della difesa dell'Eintracht Francoforte, per otto anni, 246 partite di fila in Bundesliga, nella quale debuttò il 2 marzo 1985, ed alla fine contò 349 partite con 26 gol nel campionato tedesco. Nella sua carriera il libero vinse la Coppa di Germania nel 1988 con l'Eintracht Francoforte.
Vicecampione d'Europa al campionato d'Europa 1992, Binz non ebbe molta fortuna con la sua nazionale, essendo ritenuto personalmente responsabile di grossolani errori. Dopo tre partite in Svezia, non giocò mai più una partita per la squadra nazionale tedesca. In totale alla fine collezionò 14 partite e 1 gol con la Germania.
A Francoforte nel marzo 1994, dopo l'eliminazione dalla Coppa UEFA qualcosa si ruppe con allenatore Klaus Toppmöller e dopo due anni nel 1996, lasciò l'Eintracht in direzione Italia, dove giocherà nella seconda divisione italiana con il Brescia, con il quale conquistò subito la promozione in serie A. Nella pausa invernale 1997/98 (8 presenze 0 reti) lasciò Brescia tornando nella Bundesliga, passando al prestigioso Borussia Dortmund campione d'Europa, che aveva vinto l'anno prima la Champions League battendo in finale la Juventus.
A Dortmund venne però considerato un giocatore di riserva, quindi nell'estate del 1999 scese in seconda divisione al Kickers Offenbach, seguendolo un anno dopo nella discesa in Regionalliga Süd. Binz rimase ai Kickers ancora due anni prima di tornare nel 2003 all'Eintracht Francoforte, questa volta nella squadra riserve, giocando otto partite in Regionalliga. La sua carriera si concluse nel 2003 e, dal gennaio 2004, è copresidente dei Kickers Offenbach.

### Nazionale
Ha giocato 13 partite con la Nazionale tedesca unificata, 1 con la Germania Ovest e 7 con l'Under-21 della Germania Ovest.
Con la Germania ha segnato una rete in amichevole il 2 giugno 1992 contro l'Irlanda del Nord. Nello stesso anno ha disputato l'Europeo in Svezia, giocando 3 sfide, ovvero le 3 sfide nel girone della squadra, arrivata in finale (dove Binz non ha giocato) perdendo contro la Danimarca.

## Statistiche

### Cronologia presenze e reti in nazionale

#### Germania Ovest
| Cronologia completa delle presenze e delle reti in nazionale ― Germania Ovest | Cronologia completa delle presenze e delle reti in nazionale ― Germania Ovest | Cronologia completa delle presenze e delle reti in nazionale ― Germania Ovest | Cronologia completa delle presenze e delle reti in nazionale ― Germania Ovest | Cronologia completa delle presenze e delle reti in nazionale ― Germania Ovest | Cronologia completa delle presenze e delle reti in nazionale ― Germania Ovest | Cronologia completa delle presenze e delle reti in nazionale ― Germania Ovest | Cronologia completa delle presenze e delle reti in nazionale ― Germania Ovest |
| Data                                                                          | Città                                                                         | In casa                                                                       | Risultato                                                                     | Ospiti                                                                        | Competizione                                                                  | Reti                                                                          | Note                                                                          |
| ----------------------------------------------------------------------------- | ----------------------------------------------------------------------------- | ----------------------------------------------------------------------------- | ----------------------------------------------------------------------------- | ----------------------------------------------------------------------------- | ----------------------------------------------------------------------------- | ----------------------------------------------------------------------------- | ----------------------------------------------------------------------------- |
| 29-8-1990                                                                     | Lisbona                                                                       | Portogallo                                                                    | 1 – 1                                                                         | Germania Ovest                                                                | Amichevole                                                                    | -                                                                             | 53’                                                                           |
| Totale                                                                        |                                                                               | Presenze                                                                      | 1                                                                             |                                                                               | Reti                                                                          | 0                                                                             |                                                                               |

#### Germania
| Cronologia completa delle presenze e delle reti in nazionale ― Germania | Cronologia completa delle presenze e delle reti in nazionale ― Germania | Cronologia completa delle presenze e delle reti in nazionale ― Germania | Cronologia completa delle presenze e delle reti in nazionale ― Germania | Cronologia completa delle presenze e delle reti in nazionale ― Germania | Cronologia completa delle presenze e delle reti in nazionale ― Germania | Cronologia completa delle presenze e delle reti in nazionale ― Germania | Cronologia completa delle presenze e delle reti in nazionale ― Germania |
| Data                                                                    | Città                                                                   | In casa                                                                 | Risultato                                                               | Ospiti                                                                  | Competizione                                                            | Reti                                                                    | Note                                                                    |
| ----------------------------------------------------------------------- | ----------------------------------------------------------------------- | ----------------------------------------------------------------------- | ----------------------------------------------------------------------- | ----------------------------------------------------------------------- | ----------------------------------------------------------------------- | ----------------------------------------------------------------------- | ----------------------------------------------------------------------- |
| 10-10-1990                                                              | Stoccolma                                                               | Svezia                                                                  | 1 – 3                                                                   | Germania                                                                | Amichevole                                                              | -                                                                       |                                                                         |
| 31-10-1990                                                              | Lussemburgo                                                             | Lussemburgo                                                             | 2 – 3                                                                   | Germania                                                                | Qual. Euro 1992                                                         | -                                                                       |                                                                         |
| 11-9-1991                                                               | Londra                                                                  | Inghilterra                                                             | 0 – 1                                                                   | Germania                                                                | Amichevole                                                              | -                                                                       |                                                                         |
| 16-10-1991                                                              | Norimberga                                                              | Germania                                                                | 4 – 1                                                                   | Galles                                                                  | Qual. Euro 1992                                                         | -                                                                       |                                                                         |
| 20-11-1991                                                              | Bruxelles                                                               | Belgio                                                                  | 0 – 1                                                                   | Germania                                                                | Qual. Euro 1992                                                         | -                                                                       |                                                                         |
| 18-12-1991                                                              | Torino                                                                  | Germania                                                                | 4 – 0                                                                   | Lussemburgo                                                             | Qual. Euro 1992                                                         | -                                                                       |                                                                         |
| 25-3-1992                                                               | Torino                                                                  | Italia                                                                  | 1 – 0                                                                   | Germania                                                                | Amichevole                                                              | -                                                                       |                                                                         |
| 22-4-1992                                                               | Praga                                                                   | Cecoslovacchia                                                          | 1 – 1                                                                   | Germania                                                                | Amichevole                                                              | -                                                                       |                                                                         |
| 30-5-1992                                                               | Gelsenkirchen                                                           | Germania                                                                | 1 – 0                                                                   | Turchia                                                                 | Amichevole                                                              | -                                                                       |                                                                         |
| 2-6-1992                                                                | Brema                                                                   | Germania                                                                | 1 – 1                                                                   | Irlanda del Nord                                                        | Amichevole                                                              | 1                                                                       |                                                                         |
| 12-6-1992                                                               | Norrköping                                                              | Comunità degli Stati Indipendenti                                       | 1 – 1                                                                   | Germania                                                                | Euro 1992 - 1º turno                                                    | -                                                                       |                                                                         |
| 15-6-1992                                                               | Norrköping                                                              | Scozia                                                                  | 0 – 2                                                                   | Germania                                                                | Euro 1992 - 1º turno                                                    | -                                                                       |                                                                         |
| 18-6-1992                                                               | Göteborg                                                                | Germania                                                                | 1 – 3                                                                   | Paesi Bassi                                                             | Euro 1992 - 1º turno                                                    | -                                                                       | 46’                                                                     |
| Totale                                                                  |                                                                         | Presenze                                                                | 13                                                                      |                                                                         | Reti                                                                    | 1                                                                       |                                                                         |

## Palmarès

### Club

#### Competizioni nazionali
- Coppa di Germania: 1

Eintracht: 1987-88
- Campionato italiano di Serie B: 1

Brescia: 1996-1997